# Twisted Metal
Twisted Metal est une série de jeux vidéo de combat motorisé sur PlayStation, PlayStation 2, PlayStation Portable et PlayStation 3. La série est publiée par Sony Computer Entertainment ; elle a été développée successivement par SingleTrac, 989 Studios, Incognito Entertainment, et Eat Sleep Play (les développeurs actuels).
C'est la plus longue série de jeux vidéo exclusive sur PlayStation. Sept des huit jeux de la série, à l'exception de Twisted Metal: Small Brawl, ont été réédités dans la collection Greatest Hits de Sony.

## Résumé
Le concept de Twisted Metal est celui d'un demolition derby utilisant des projectiles balistiques. Le joueur choisit un véhicule et une arène — ou une série d'arènes en mode scénario — pour y affronter les conducteurs adverses. Des armes et d'autres bonus peuvent être ramassés dans les arènes. Le dernier en vie gagne la partie.
Chaque épisode possède son propre scénario, mais le thème de base est toujours le même : un homme nommé Calypso organise le tournoi de combat de véhicules Twisted Metal, et promet au gagnant ou à la gagnante d'exaucer un de ses souhaits, quel qu'il soit. L'idée sous-jacente est « attention à ce que vous souhaitez » : beaucoup de gagnants voient leur souhait se retourner contre eux. Le jeu contient généralement une bonne dose d'humour noir.

## Twisted Metal(1995) etTwisted Metal 2(1996)
Plate-forme : PlayStation ; Twisted Metal 2 existe également sous PC Windows et sur le PlayStation Store
Les deux premiers épisodes de Twisted Metal ont été développés par SingleTrac. Twisted Metal 2 est considéré par la plupart des fans comme le meilleur de la série ; les deux ont été des best-sellers qui ont été réédités dans la collection Greatest Hits de Sony. Twisted Metal 2 est également disponible en téléchargement sur le PlayStation Store depuis 2007.
Après avoir développé ces deux jeux, ainsi que le premier Warhawk et les deux premiers jeux de la série Jet Moto (Jet Rider en Europe), SingleTrac a quitté Sony pour signer avec GT Interactive. Ils ont réutilisé le moteur de jeu de Twisted Metal pour d'autres jeux de combat motorisé comme Critical Depth et Rogue Trip.
Il existe une version de Twisted Metal 2 sur PC. Elle est dotée de graphismes un peu inférieurs à ceux de la version PlayStation, mais elle ne nécessite pas de carte graphique 3D, et tourne donc sur des ordinateurs peu puissants. Elle permet également de jouer en ligne si l'ordinateur est équipé d'une connexion Internet.

## Twisted Metal III(1998) etTwisted Metal 4(1999)
Plate-forme : PlayStation
Après le départ de SingleTrac, Sony a confié le développement des nouveaux épisodes de Twisted Metal à sa propre équipe de développement, 989 Studios. Ces épisodes sont différents des précédents, car le code et le moteur de jeu ont été complètement réécrits, ajoutant des simulations physiques et une intelligence artificielle totalement nouvelles. Les changements dans le gameplay qui en ont résulté ont provoqué la colère des fans des deux premiers épisodes, qui considèrent que ces deux jeux ne font pas vraiment partie de la série. Cependant, les nouveaux joueurs ont bien accueilli ces deux titres, qui sont devenus eux aussi des best-sellers.

## Twisted Metal: Black(2001)
Plate-forme : PlayStation 2
Après avoir développé plusieurs jeux de combat motorisé pour GT Interactive, de nombreux membres de SingleTrac ont quitté l'entreprise pour fonder le studio Incognito Entertainment, et ont signé un accord avec Sony pour développer un nouvel épisode de Twisted Metal, intitulé Twisted Metal: Black, sur PlayStation 2.
L'ambiance de cet épisode est bien plus sombre que les jeux précédents, si bien que Black est le premier (et jusqu'à maintenant le seul)  épisode de Twisted Metal à être noté Mature (17 ans et plus) par l'Entertainment Software Rating Board. Selon les développeurs, leur inspiration pour ce jeu vient de films comme Se7en et Le Silence des agneaux. Cependant, ce contenu plus sombre a entraîné le retrait des séquences cinématiques de la version européenne, ce qui s'est traduit par des ventes médiocres en Europe.

## Twisted Metal: Small Brawl(2001)
Plate-forme : PlayStation
Au lieu de réaliser une suite à Twisted Metal: Black sur PlayStation 2 — ce qui ne s'est jamais fait, à la suite de la mort de six des principaux développeurs dans un accident d'avion — Incognito Entertainment a surpris son public en réalisant Twisted Metal: Small Brawl sur PlayStation. Le jeu est destiné à un public plus jeune ; il transforme les personnages originaux de Twisted Metal en enfants ou en adolescents, et les voitures en jouets télécommandés.

## Twisted Metal: Black Online(2002)
Plate-forme : PlayStation 2
Il s'agit d'une version en ligne de Twisted Metal: Black. Lors du lancement de l'adaptateur réseau de la PlayStation 2, il était possible d'obtenir ce jeu gratuitement, en renvoyant une carte fournie avec l'adaptateur. Plus tard, Black Online a été inclus dans la réédition de Black dans la collection Greatest Hits.

## Twisted Metal: Head-On(2005)
Plate-forme : PlayStation Portable
Après Twisted Metal: Black, Incognito Entertainment a créé la « vraie » suite de Twisted Metal 2, un jeu qui reprend l'histoire là où Twisted Metal 2 s'est arrêté. Les fans de la série considèrent Twisted Metal: Head-On comme le « vrai Twisted Metal 3 ». Utilisant le moteur de jeu de Black dans l'univers de Twisted Metal 2, Twisted Metal: Head-On est également le premier jeu de la série entièrement compatible avec le jeu en ligne.

## Twisted Metal: Head-On: Extra Twisted Edition(2008)
Plate-forme : PlayStation 2
En février 2008, Eat Sleep Play (la nouvelle compagnie créée par David Jaffe) a publié un portage sur PlayStation 2 de Twisted Metal: Head-On. Il reprend le jeu sur PlayStation Portable ; cependant, Eat Sleep Play a également ajouté des éléments qui avaient été développés pour la suite jamais publiée de Black. Ce mode, nommé Twisted Metal: Lost, est similaire à Twisted Metal: Black par son ambiance et son moteur de jeu. Il inclut aussi un nouveau personnage nommé 12-Pak, une voiture de sport modifiée ressemblant un peu à Spectre.
Head-On: Extra Twisted Edition possède d'autres bonus : un documentaire sur les idées et la production de la série par les développeurs, intitulé Dark Past, un niveau à explorer avec Sweet Tooth contenant des informations sur la série, et les cinématiques de fin du premier Twisted Metal qui n'avaient pas été incluses dans le jeu.

## Twisted Metal (2012)
Plate-forme : PlayStation 3
David Jaffe a confirmé dans une interview que son nouveau studio Eat Sleep Play va réaliser un nouvel épisode de Twisted Metal sur PlayStation 3 ; c'était annoncé dans Head-On: Extra Twisted Edition, dans un message secret caché dans le documentaire Dark Past sous forme de numéros représentant des lettres de l'alphabet, ce qui donnait « Twisted Metal arrive sur PS3 ».
Eat Sleep Play a peut-être donné plus d'informations sur le prochain épisode. Dans Head-On: Extra Twisted Edition, le mode Sweet Tour annonce qu'un mode « touring » devait être implémenté dans le jeu Black Harbor City, explique comment le mode fonctionnait et comment éviter les pièges, et conclut par « Enjoy! We won't go so easy on you next time! » (« Profitez-en, ce ne sera pas aussi facile la prochaine fois ! »), ce qui annonce peut-être que ce mode sera disponible dans le prochain Twisted Metal.
Longtemps restée non officielle, l'annonce de la sortie de cet épisode a été confirmée pour 2011 par Sony, lors de l'E3 2010.
Le jeu est sorti le 21 mars 2012.

## Personnages récurrents
La série entière de Twisted Metal inclut cinquante véhicules différents (mais avec différentes combinaisons véhicule/conducteur) dans ses 8 épisodes. Beaucoup d'entre eux apparaissent dans plusieurs épisodes, mais pas forcément conduits par les mêmes personnes. Le personnage le plus connu de la série est Needles Kane, qui conduit sa camionnette à glace, dont le visage apparaît sur les pochettes de tous les jeux de la série.
On peut également noter que :
- Des variantes de Mr. Grimm, Warthog et Sweet Tooth apparaissent dans tous les épisodes de Twisted Metal. Sweet Tooth est le seul des trois à avoir toujours le même conducteur.
- Twisted Metal: Head-On et Twisted Metal: Small Brawl sont les seuls épisodes où Minion n'apparaît pas (ni comme boss ni comme personnage jouable). Dans la plupart des épisodes où il apparaît, Minion est un démon aux commandes d'un char d'assaut.
- Thumper, Outlaw, Spectre et Axel apparaissent dans tous les épisodes sauf un. Thumper n'apparaît pas dans Twisted Metal: Black, Outlaw et Spectre n'apparaissent pas dans Twisted Metal 4 et Axel n'apparaît pas dans Twisted Metal.
- Pit Viper est le seul personnage du premier Twisted Metal qui n'apparaît dans aucun autre épisode.
- Flower Power, Firestarter et Club Kid n'apparaissent que dans Twisted Metal III, et la plupart des personnages de Twisted Metal 4 n'apparaissent dans aucun autre épisode.

### Calypso
Calypso est le personnage principal de la série Twisted Metal, bien qu'il n'apparaisse généralement que dans les cinématiques de début et de fin (sauf dans Twisted Metal 4 où il fait partie des personnages jouables).
Il est l'organisateur du tournoi Twisted Metal, et accorde un souhait au gagnant ou à la gagnante. Le souhait du gagnant et sa réalisation forment le scénario des cinématiques de fin. Calypso respecte toujours la formulation du souhait, mais il n'hésite pas à en détourner le sens pour causer du tort au gagnant ; cependant, dans Twisted Metal, Twisted Metal: Black et Twisted Metal: Head-On, il accorde quelques souhaits sans tricher.
Ses pouvoirs semblent illimités, lui permettant notamment d'envoyer quelqu'un dans le passé ou dans un monde parallèle, ou de transformer n'importe qui en n'importe quoi. Cependant, les cinématiques de fin de Twisted Metal, Twisted Metal 2 et Twisted Metal: Head-On suggèrent que ses pouvoirs se limitent à accorder un souhait : par exemple, il ne peut pas ressusciter sa fille Krista si elle ne le demande pas, et il ne peut pas empêcher d'agir contre lui ceux qui refusent de faire un souhait (même si dans certains épisodes, certains personnages comme Sweet Tooth parviennent à le tuer une fois le vœu exaucé).
L'apparence de Calypso varie beaucoup d'un épisode à l'autre. Le changement le plus notable se trouve au niveau de ses cheveux, qui peuvent varier d'une longue et épaisse chevelure à une calvitie totale.
- Dans le premier Twisted Metal, Calypso est interprété par un acteur non crédité. Il ressemble à un homme au visage complètement brûlé et doté d'une chevelure épaisse. Sa voix, dans les cinématiques de fin, est distordue et plus inhumaine que dans Twisted Metal 2 et Head-On. Cependant, les cinématiques de fin n'ont jamais été intégrées au jeu, et ont été remplacées par des textes défilants avec le visage de Calypso en arrière-plan. Elles n'ont été diffusées que dans Head-On: Extra Twisted Edition.
- Dans Twisted Metal 2, Calypso est représenté comme un homme élégant aux cheveux longs, dont le visage et les mains portent de profondes cicatrices de brûlures, et arborant un rictus démoniaque[3]. On apprend également dans cet épisode qu'il avait une fille. Les cinématiques de début et de fin sont racontées par lui à la première personne, laissant peu de dialogues aux autres personnages. À la fin de chaque cinématique, il prononce sa réplique favorite : « I am Calypso, and I thank you for playing Twisted Metal. » (« Je suis Calypso et je vous remercie d'avoir joué à Twisted Metal. ») Il est doublé par Mel McMurrin[4].
- Dans Twisted Metal III, il est également doublé par Mel McMurrin, et il a à peu près la même apparence que dans Twisted Metal 2.
- Dans Twisted Metal 4, Calypso a été détrôné par Sweet Tooth, et devient un personnage jouable au volant d'un véhicule nucléaire soviétique. Il a la même apparence que dans Twisted Metal III, en un peu plus sombre.
- Dans Twisted Metal: Black, qui se déroule dans un autre univers que les autres jeux, il est chauve et son œil gauche est enfoncé dans son crâne, accentuant son aspect sadique. Dans les cinématiques de fin, Calypso n'a pas de répliques, les scènes sont racontées à la première personne par le personnage concerné.
- Dans Twisted Metal: Small Brawl, il est appelé Billy Calypso, et prend la forme d'un enfant aux cheveux ébouriffés qui porte un appareil dentaire, et qui harcèle d'autres enfants pour qu'ils participent à son concours de voitures télécommandées.
- Dans Twisted Metal: Head-On, Calypso semble être un mélange de Twisted Metal 2 et Twisted Metal: Black. Il a une calvitie naissante sur le sommet du crâne, et de longs cheveux argentés aux tempes, et son œil gauche est enfoncé comme dans Black. Ses répliques, cependant, rappellent celles de Twisted Metal 2. Il n'y a pas de narration dans les cinématiques de fin, mais des dialogues entre Calypso et les autres personnages.

### Sweet Tooth
Needles Kane, alias Sweet Tooth, est un clown tueur qui conduit un camion de glaces. Il est un personnage jouable dans tous les épisodes, mais il n'est souvent jouable qu'après avoir accompli certains objectifs pour le déverrouiller.
- Dans le premier Twisted Metal, il est interprété par un acteur non crédité. Il possède les bases de l'apparence qu'il a dans les épisodes suivants (à l'exception des flammes sur sa tête), ainsi que son véhicule. Son histoire indique qu'il est un psychopathe évadé d'un asile, à la recherche de son meilleur ami[5]. Le jeu fait également intervenir son père, Charlie Kane, un chauffeur de taxi solitaire qui a perdu la trace de son fils il y a plusieurs années.
- Dans Twisted Metal 2, des éléments qui deviendront sa marque de fabrique, comme les flammes sur sa tête, sont ajoutés. Le jeu donne peu d'informations sur lui[6].
- Dans Twisted Metal III, son apparence devient plus « cartoon », avec une personnalité de clown tueur stéréotypée. Le jeu suggère, sans l'affirmer, qu'il est un tueur en série.
- Dans Twisted Metal 4, Sweet Tooth n'est plus un personnage jouable, mais devient le maître du jeu et le dernier boss, après avoir volé les pouvoirs de Calypso. Depuis qu'Incognito Entertainment a repris le développement de Twisted Metal, cette idée a été abandonnée et n'est plus considérée comme faisant partie du scénario de Twisted Metal.
- Dans le monde alternatif de Twisted Metal: Black, Sweet Tooth change radicalement d'apparence et ressemble davantage à un tueur maniaque. Sa personnalité est également plus sombre et il fait preuve d'une grande intelligence. Dans cet épisode, il a été un tueur en série très recherché, qui a survécu à la chaise électrique, puis a été enfermé à l'asile de Blackfield[7]. Il a également un petit frère, dont le nom n'est pas indiqué, qui a transformé leur père en une sorte de cyborg après que celui-ci fut tué au volant de son taxi.
- Dans Twisted Metal: Small Brawl, il apparaît sous la forme d'un enfant déguisé en clown, mais garde son rire démoniaque et sa personnalité psychotique. Il dirige un camion de glaces télécommandé et participe pour gagner de la crème glacée.
- Dans Twisted Metal: Head-On, Sweet Tooth, plus souvent appelé Needles Kane, est présenté comme un alter ego de Marcus Kane : il s'agirait de la même personne qui souffre d'un dédoublement de la personnalité. Son apparence ressemble à celle de Twisted Metal: Black, en plus coloré ; il porte aussi un masque différent.

Sweet Tooth est également un personnage caché dans le jeu War of the Monsters développé par Incognito Entertainment. Il s'agit en fait d'une apparence alternative pour le monstre Agamo, sous la forme d'un robot géant à tête de clown surmontée de flammes, qui émet des rires démoniaques pendant le jeu.

## Musique deTwisted Metal
À partir de Twisted Metal III, plusieurs musiciens ont apporté leur contribution à la bande-son des jeux. On peut citer parmi eux Rob Zombie, qui contribue à la musique de Twisted Metal III et de Twisted Metal 4, et devient même un personnage jouable dans ce dernier. Il est possible d'écouter la musique en insérant le CD du jeu dans un lecteur CD ou un ordinateur.

### Twisted Metal III
- Menu principal : Rob Zombie -  Meet the Creeper
- Hollywood : Rob Zombie - Superbeast
- Washington, D.C. : Pitchshifter - Microwaved
- Hangar 18 : Pitchshifter - W.Y.S.I.W.Y.G.
- North Pole : White Zombie - Jingle bells remix (More Human Than Human)
- Tokyo : Pitchshifter - Innit
- Egypt : Gamma Ray- Valley Of The Kings
- Blimp : Rob Zombie - Meet the Creeper

### Twisted Metal 4
- Cinématique de début : One Minute Silence - South Central
- Menu principal : One Minute Silence - A More Violent Approach (instrumental)
- Construction Site : Rob Zombie - Dragula (Hot Rod Herman Mix)
- Neon City : Cirrus - Time's Running Out
- Road Rage : Cypress Hill - Lightning Strikes
- Sweet Tooth’s Bedroom : Ghoulspoon - Alien Magnet
- Amazonia 3000 B.C. : Skold - Chaos
- The Oil Rig : One Minute Silence - And Some Ya Lose
- Minion’s Maze : Rob Zombie - Superbeast (Girl On A Motorcycle Mix)
- The Carnival : White Zombie - Grease Paint and Monkey Brains

## Apparitions au cinéma et à la télévision
- Twisted Metal 2 apparaît dans un épisode de Friends, saison 6 épisode 9 (The One Where Ross Got High), où Joey et Ross s'affrontent sur le niveau de Paris.
- Twisted Metal III apparaît dans deux films :
  - Big Daddy (1999) : Julian incarne Sweet Tooth sur le niveau de Washington, mais Sonny lui fait éteindre sa console. Dans cette scène, les bruitages du jeu sont remplacés par des « blips » génériques.
  - American Girls (2000) : le frère de Torrance, Justin, joue pendant que Torrance essaye de contacter son petit ami. Après un commentaire désagréable de Justin, Torrance passe ses nerfs sur sa PlayStation.
- Twisted Metal (2012) apparait par courtes séquences dans le clip musical du morceau "Owee"  des rappeurs Trippie Redd, 6ix9ine et UnoTheActivist. Sweet Tooth semble être la source d'inspiration sur ce morceau car les images ne montrent que lui.
- Une série Twisted Metal est diffusé sur le service de vidéo en ligne Peacock en juillet 2023.

### Jeux similaires
Twisted Metal est souvent comparé à d'autres jeux de combat motorisé comme :
- Vigilante 8 (PlayStation), publié en 1998, était un concurrent direct de Twisted Metal 2 et Twisted Metal III
- Rogue Trip (1997) et Critical Depth (1998) (PlayStation), créés par les développeurs de Twisted Metal, explorent le même concept
- Carmageddon (PC, Mac, Nintendo)
- 187 Ride or Die (2005) (PlayStation 2 et Xbox)
- Full Auto (2006) (Xbox 360)